# ژن‌نگار
ژن‌نگار یا ژنوگرام (به انگلیسی: Genogram) (که همچنین به عنوان مطالعه مک گلدریک-گرسون، شماتیک لاپیدوس یا نمودار خانواده نیز شناخته می‌شود)، نمایش تصویری از روابط خانوادگی و سابقه پزشکی فرد است. این فراتر از یک شجره‌نامه سنتی است و به کاربر اجازه می‌دهد تا الگوهای ارثی و عوامل روان‌شناختی را که روابط را نقطه‌گذاری می‌کنند، تجسم کند. می‌توان از آن برای شناسایی الگوهای رفتاری تکراری و تشخیص گرایش‌های ارثی استفاده کرد.

## روابط خانوادگی
یکی از مزایای ژنوگرام، توانایی استفاده از خطوط کد رنگی برای تعریف انواع مختلف روابط مانند روابط هم‌خونی، روابط عاطفی و روابط اجتماعی است. در روابط خانوادگی، می‌توانید نشان دهید که یک زوج متأهل، طلاق گرفته، متعارف، نامزد و غیره هستند.